# Levél
Levél (německy Kaltenstein, chorvatsky Kajtištajn, Klatšajna) je obec v Maďarsku v župě Győr-Moson-Sopron, spadající pod okres Mosonmagyaróvár. Nachází se asi 5 km severozápadně od Mosonmagyaróváru. V roce 2015 zde žilo 1 811 obyvatel. Dle údajů z roku 2011 tvoří 81,2 % obyvatelstva Maďaři, 5,1 % Němci, 3,3 % Slováci, 0,8 % Rumuni a 0,2 % Srbové, přičemž 15,8 % obyvatel se ke své národnosti nevyjádřilo. Název v maďarštině znamená list.

## Sousední obce
| Růžice kompasu |              | Bezenye |                 | Růžice kompasu |
| Růžice kompasu | Hegyeshalom  | Sever   | Mosonmagyaróvár | Růžice kompasu |
| Růžice kompasu | Hegyeshalom  | Levél   | Mosonmagyaróvár | Růžice kompasu |
| Růžice kompasu | Hegyeshalom  | Jih     | Mosonmagyaróvár | Růžice kompasu |
| Růžice kompasu | Mosonszolnok |         |                 | Růžice kompasu |